# Кураев, Андрей Вадимович
Андре́й Вади́мович Кура́ев (укр. Андрій Вадимович Кураєв; 19 декабря 1972) — украинский футболист, вратарь.

## Карьера
С 1992 по 1994 год выступал за донецкий «Шахтёр», сыграл 9 матчей, в которых пропустил 9 мячей, в Высшей лиге, 3 встречи (голов не пропускал) провёл в Кубке Украины и в 1994 году в составе команды «Металлург» из Константиновки в 19 играх пропустил 25 мячей во Второй лиге. За это время в составе «Шахтёра» стал вице-чемпионом Украины (1993/94) и полуфиналистом Кубка (1992).
Летом 1994 года перешёл в тернопольскую «Ниву», где играл затем до 1997 года, проведя за это время 82 матча, в которых пропустил 89 голов, в чемпионате и 8 встреч, в которых пропустил 5 мячей, в Кубке Украины.
Летом 1997 года пополнил ряды донецкого «Металлурга», сыграл 6 встреч (пропустил 6 голов) в чемпионате и 1 (пропустил 3 мяча) в Кубке, где его команда дошла до полуфинала. Кроме того, с 1997 по 1998 год выступал за «Металлург-2», в 8 играх пропустил 7 голов. В июле 1998 года вернулся в «Шахтёр», где и провёл остаток сезона 1998/99, сыграв 10 матчей (пропустил 9 мячей) в чемпионате, 5 встреч (пропустил 7 голов) в Кубке Украины и 9 поединков (пропустил 7 мячей) за «Шахтёр-2». В этом сезоне снова стал вице-чемпионом и полуфиналистом Кубка Украины в составе «Шахтёра».
С 1999 по 2001 год снова выступал за донецкий «Металлург», в 50 играх чемпионата пропустил 54 гола. В начале 2002 года перешёл на правах аренды в «Кубань», в 13 матчах первенства пропустил 13 мячей, и ещё 1 встречу сыграл в Кубке России.
В июле 2002 года пополнил ряды «Ворсклы», в составе которой провёл 8 матчей и пропустил 15 мячей (8 из них в одной игре в киевским «Динамо») в чемпионате, и ещё 3 гола пропустил в 2 встречах Кубка Украины. В 2003 году находился в составе «Кривбасса», однако не провёл ни одного матча, лишь 1 раз попав в заявку команды на игру в качестве запасного.
В 2004 году выступал за луганскую «Зарю», в 33 играх первенства пропустил 21 мяч, и ещё 1 гол пропустил в кубковом матче. В начале 2005 года перешёл в донецкий «Олимпик» из Второй лиги, провёл 5 встреч, в которых пропустил 10 мячей.
Во второй половине 2005 вернулся в «Кривбасс», в составе которого на этот раз сыграл 1 матч в чемпионате, в котором пропустил 2 гола, 1 встречу провёл в Кубке, где пропустил 3 мяча, и принял участие в 2 играх турнира дублёров УПЛ.
После завершения карьеры профессионального игрока продолжил выступать на любительском уровне, в 2008 году сыграл 1 матч (пропустил 1 гол) за команду «Донбасс-Крым» в Кубке ААФУ.

## Достижения
- Вице-чемпион Украины: 1993/94, 1998/99
- Полуфиналист Кубка Украины: 1992, 1997/98, 1998/99